# كيوت (فلم)
كيوت هو فيلم كويتي، من إنتاج عام 2008.

## قصة الفيلم
يتناول الفيلم قصة اثنين من الشباب، يقع أحدهما في غرام فتاة ويريد الزواج منها.
تتعقد الأمور عندما يتعرض الاثنان لحادث، ويتم نقل مخ كل منهما إلى الآخر، ومن ثم تغضب الفتاة، وترتبط بآخر لأن الشاب الذي أحبته أصبح لايحمل لها أية مشاعر.
ينتظر الشابان طويلًا من أجل إعادة مخ كل منهما إلي مكانه، لكن الأمور لا تسير كما هو مخطط لها.
تتوالى الأحداث وسط العديد من المفارقات.

## طاقم العمل
- جاسم النبهان
- هيا الشعيبي
- لمياء طارق
- عبدالله بهمن
- مشعل القملاس
- عمر اليعقوب

واخرون..